# 蒙鞑备录
蒙鞑备录是南宋人赵珙的一本著作（長期以來誤以為作者是孟珙）。全书共一卷。成书于宋宁宗嘉定十四年（1221年）。作者赵珙於當年奉命前往燕京會见蒙古军统帅木华黎。赵珙回國後完成此書。該書記載了蒙古的政治、军事、经济、文化、宗教、习俗等。現存的《說郛》收錄的版本為最早的版本。王国维曾對对该书作笺证。